# 圆叶薄荷
圆叶薄荷（学名：Mentha rotundifolia）为唇形科薄荷属下的一个种。

## 扩展阅读
- 維基物種上的相關：圆叶薄荷